# Tina Anderson
Tina Anderson   (7 de gener de 1971) és una guionista de còmics americana. Crea còmics de gais i yaoi, també anomenats Boy's Love (BL). Anderson va encunyar el terme "GloBL" per animar els aficionats de yaoi / BL a pensar en les implicacions d'una estètica BL fora de la cultura japonesa. Anderson ha escrit novel·les gràfiques i narracions breus incloses en col·leccions de diverses editorials com Class Comics, Yaoi Press, Sin Factory, DramaQueen i Iris Print. Anderson va declarar en una entrevista el novembre de 2010 que el 2011 seria el seu últim any escrivint novel·les gràfiques homoeròtiques.

## Obres
- Games With Me Omnibus novel·la gràfica, (art de Lynsley Brito)[4]
- Loud Snow novel·la gràfica, art d'Amelie Belcher[5][6]
- Only Words novel·la gràfica, art de Caroline Mònaco[7][8]
- Diplomatic Immunity art de Caroline Monaco
- Ungestellt publicada a Lemon Law 2
- King's Masterpiece featured in Yaoi Hentai
- Closed Flower featured in Saihôshi the Guardian
- Snow Demon publicada a Enslaved by the Dragon
- In Motion publicada a When Worlds Collide
- Roulette publicada a l'antologia RUSH de l'editorial DramaQueen[9]
- Gadarene La novel·la escrita amb cb. Potts[10]
- Gadarene novel written with cb. Potts